# Charaxes atlantica
Charaxes atlantica är en fjärilsart som beskrevs av Van Someren 1970. Charaxes atlantica ingår i släktet Charaxes och familjen praktfjärilar. Inga underarter finns listade i Catalogue of Life.